# エンゲルスバーリ製鉄所
エンゲルスバーリの製鉄所（スウェーデン語で Engelsbergs bruk）とは、スウェーデン・ヴェストマンランド地方のエンゲルスバーリ村にある製鉄所のことである。1681年、Per Larsson Gyllenhöök（1645年 - 1706年）が建設した製鉄所であり、19世紀まで、現役の製鉄所として活動していた。1993年、ユネスコの世界遺産に登録された。

## 歴史
エンゲルスバーリを中心としたこの地域で製鉄が始まったのは、早くとも中世のこととされる。13世紀には、地域の農民が原始的な溶鉱炉を用いて、自らの農具のために、鉄の生産を行ったとされる。16世紀には、スウェーデンで初めて、棒鋼の生産が開始され、17世紀にも生産は継続された。
中世のスウェーデンのエンゲルスバーリに対する政策は、農民による棒鋼生産を制限すると同時に自治都市の住民による工場建設を推進させるということであった。1681年の製鉄所建設もその政策を踏襲したものであり、これにより、経済的に豊かな住民層による銑鉄と棒鋼の生産が活発化することとなった。その生産量は、1695年には、135 t だったものが1767年には 264 t にまで伸びた。
ベッセマー式の生産工程（ベッセマー法）が1860年代にスウェーデンに紹介されるとスウェーデンのほかの製鉄所は衰退を余儀なくされたが、エンゲルスバーリのみは生き残りに成功した。しかし、1919年には、施設の老朽化のため、製鉄所は役割を終えた。

## 世界遺産
エンゲルスバーリは300年以上の間、スウェーデンの鉄鋼生産を支えてきた歴史があり、当時の建物が現存する。その数は50以上に上る。例えば、1750年に建築された2階建ての木造建築である下見板を張った壁と黒色の鉄のプレートが特色の住宅、1829年建築の醸造所などである。
この世界遺産は世界遺産登録基準のうち、以下の条件を満たし、登録された（以下の基準は世界遺産センター公表の登録基準からの翻訳、引用である）。
- (4) 人類の歴史上重要な時代を例証する建築様式、建築物群、技術の集積または景観の優れた例。